# Peripatopsidae
Peripatopsidae zijn een familie van fluweelwormen (Onychophora). De wetenschappelijke naam van de familie voor het eerst geldig gepubliceerd door Bouvier in 1905.